# 김낙풍
김낙풍 (金樂豊, 1825년 ~ 1900년)은 조선 후기의 인물이다. 자는 성발(聖撥), 호는 해우당(海愚堂) 또는 대은(大隱)이며 본관은 예안 김씨이다. 남인계열의 정치인으로서 주로 서울에서 활동하였다.

## 생애
김낙풍은 경북 무섬마을에서 김영종의 아들로 태어났고 김영각에게 양자로 들어갔다. 그의 아버지 대부터 가세가 크게 융성했다.
김낙풍은 어려서부터 총명하며 몸가짐이 의젓하였다. 의리를 좋아하였고 풍채가 뛰어나 세상 사람들이 경외할만한 기상을 가지고 있었다. 생애의 대부분을 서울에서 보냈고 동시에 서울의 많은 명류들과 교류를 하였다. 특히나 집권 이전부터 흥선대원군과 막역지우로 가까운 사이였으며 그 이유로 흥선대원군이, 무섬마을에 들러 장기간, 김낙풍의 본가인 해우당에서 묵고 가는 일도 있었다.
그러나 그는 부러 벼슬을 구하지 않았으며 세상일에 초연한 듯한 기상을 보여주었다. 나이 60이 되어서 의금부 도사에 올랐지만 여전히 의리와 도리를 구하고 명류들과의 교류를 하며 지적 탐구를 하는 것만이 그의 낙이었다. 지역에서도 이산서원 원장을 지내는 등의 추앙을 받았다.
1836년에 김영각이 건립한 해우당을 1879년에 김낙풍이 중수하며 그의 아호를 땄다.

## 가족 관계
- 할아버지 : 김급련(金及鍊)
  - 숙부 : 김영박(金永璞)
  - 양아버지 : 김영각(金永珏)
  - 친아버지 : 김영종(金永琮)
    - 형님 : 낙운 김낙수(金樂洙)
    - 부인 : 서인 진주 강씨, 단인 문소 김씨, 단인 영천 이씨
      - 장남 : 김휘익(金輝翊),
      - 차남 : 김휘국(金輝國)
      - 삼남 : 김휘돈(金輝敦)
      - 사남 : 김휘직(金輝直)

## 같이 보기
- 예안 김씨
- 수도리
- 해우당